# Aristida achalensis
Aristida achalensis är en gräsart som beskrevs av Carl Christian Mez. Aristida achalensis ingår i släktet Aristida och familjen gräs. Inga underarter finns listade i Catalogue of Life.